# Diatermocoagulazione
La diatermocoagulazione (anche DTC o DEC) è una tecnica di diatermia chirurgica utilizzata per l'asportazione solitamente di piccole parti di tessuto epidermico. Il termine che può riferirsi ad ogni atto chirurgico utilizzando un elettrobisturi con la funzione «coagulazione» in Italia è utilizzato prevalentemente in ambito dermatologico.

## Descrizione
La tecnica si basa in genere su uno strumento elettromedicale che genera una corrente elettrica in radiofrequenza, modulata ad impulsi, in grado di tagliare o cicatrizzare l'epidermide. Lo strumento concentra la corrente su una piccola area di un elettrodo attivo posto a contatto con la regione interessata dall'operazione mentre un elettrodo di grande dimensione, in genere mantenuto umido per agevolare il contatto elettrico,  viene posto a contatto con un'altra parte del corpo in modo tale che la corrente possa scorrere. La diatermocoagulazione dermatologica prevede anche l'utilizzo della folgorazione diatermica dove tra l'elettrodo attivo, non a contatto, e i tessuti da rimuovere si forma un arco con un flusso di plasma che comporta l'erosione, vaporizzazione e bruciatura dei tessuti da rimuovere. L'elettrodo per la folgorazione diatermica ha generalmente la forma di una piccola sfera.
L'utilizzo dell'elettrocauterio, non a radiofrequenza, con il catodo a contatto con i tessuti da rimuovere o coagulare non è propriamente una tecnica di diatermia chirurgica in quanto priva del calore profondo prodotto dalla radiofrequenza.
Della corrente prodotta dallo strumento è possibile variare intensità, frequenza e pulsazione, a seconda che si voglia tagliare o cicatrizzare.
In dermatologia è utilizzata per la cura di piccole lesioni cutanee, come ad esempio verruche, condilomi, fibromi penduli.